# Crying in the Club
«Crying in the Club» es el sencillo debut como solista de la cantante y compositora cubanomexicana Camila Cabello. Fue publicado el 19 de mayo de 2017, originalmente considerado como primer sencillo del álbum Camila pero finalmente fue descartada y no incluido en el mismo. El video musical, dirigido por Emil Nava, se estrenó el mismo día. La canción fue escrita por la propia Camila junto con Sia, Benny Blanco, Cashmere Cat y Happy Perez, los últimos tres fueron además productores de la misma.

## Antecedentes
Cabello colaboró anteriormente con los productores Benny Blanco y Cashmere Cat en la canción «Love Incredible» de este último, grabada en mayo de 2016. Tras la salida de Cabello del grupo Fifth Harmony, y después de años de escribir en su tiempo de inactividad, comenzó a escribir canciones individuales para su debut. En febrero de 2017, durante una sesión de composición con Blanco, la cantante y compositora Sia presentó el concepto para un demo, y ambos compusieron la canción. Después de que Blanco le ofreciera «Crying in the Club», Cabello reescribió el puente de la canción y grabó la canción. La misma aseguró «Tenía un mensaje sobre la curación a través del poder de la música», y continuó «Ese tema era una parte clave de lo que quería para mi álbum».
La canción fue lanzada a la venta el 19 de mayo de 2017 a través de descarga digital y servicios de streaming, después de varias colaboraciones musicales de Cabello, incluyendo «Bad Things» con Machine Gun Kelly, que alcanzó el top 10 en varias listas de Billboard. El sencillo fue lanzado en las radios contemporáneas estadounidenses el 23 de mayo de 2017.

## Composición
«Crying in the Club» es una canción pop y dance de ritmo medio, con un ritmo de baile de bajo nivel y un ritmo dancehall. Algunos críticos lo describieron como una pista tropical. Líricamente, la canción habla sobre temas relacionadas con la curación de la música. La canción posee fracciones del tema «Genie in a Bottle» de Christina Aguilera, escrita por David Frank, Steve Kipner y Pamela Sheyne. La canción fue compuesta en clave F♯ menor, con vocales por parte de Cabello yendo desde notas bajas E3 a notas más altas F♯5. Sia Furler interpretó el coro de la canción.

## Recepción crítica
Joe Lynch, de la revista Billboard, opinó que la canción "demuestra bastante talento vocal por parte de la ex estrella de Fifth Harmony que escapa de los "tropas" más genéricas de los 40 mejores", mientras que Ryan Reed de Rolling Stone notó que Cabello "encuentra una redención emocional" en la canción. Editores de la revista Rap-Up escribieron: "la canción mezcla los sabores de la isla con sonidos pop intensos, convirtiéndola en una banda sonora lista para el baile para el optimismo". Anna Gaca de Spin describió la canción como un "ritmo inspirado en el dancehall que tiene un parecido con el tema «Cheap Thrills» de Sia". El escritor de Idolator Mike Wass llamó a la canción un "bop de temperamento, mid-tempo" y opinó "la veinteañera siguió a la demostración de Sia un poco demasiado de cerca. Ella es casi irreconocible y eso es preocupante para alguien que esta tratando de establecer su independencia".

## Video musical
Dirigido por Emil Nava, el video musical de la canción fue lanzado el 19 de mayo de 2017. El mismo abre en un escenario blanco y negro con Cabello de pie contra una pared de ladrillo, bailando a través de la niebla y remojándose en una bañera mientras ella interpreta la canción «I Have Questions», antes de la transición a la canción, así mismo con la cantante que se mueve y baila en un club. El video ha recibido críticas positivas. Gil Kaufman de la revista Billboard, relacionó el concepto con el Dr. Jekyll y el Sr. Hyde. Ryan Reed de Rolling Stone opinó que el video "refleja el emotivo viaje de la canción y se abre con fotos en blanco y negro de la cantante llorando y reclinándose en una bañera antes de explotar con color en la discoteca".

## Presentaciones en vivo
Cabello interpretó la canción en vivo por primera vez el 21 de mayo en los Billboard Music Awards 2017. La cantante comenzó su actuación interpretando «I Have Questions» antes de realizar la transición a «Crying in the Club». Disfrazado de oro brillante, Cabello bailó en medio de bailarines y modelos masculinos mientras los fuegos ardían detrás de ellos. La cantante también interpretó la canción en Britain's Got Talent el 31 de mayo, y el 18 de junio de 2017 en iHeartRadio Much Music Video Awards.
El 22 de junio interpretó el tema en el programa The Tonight Show Starring Jimmy Fallon. Mike Wass de Idolator la consideró una de sus mejores interpretaciones hasta el momento. El tema fue incluido también en la lista de canciones de su repertorio para el "24K Magic World Tour" de Bruno Mars en el cual fue acto de apertura.

## Posicionamiento en listas

### Semanales
| Tabela musical (2017)                                   | Melhor posição |
| ------------------------------------------------------- | -------------- |
| Alemania (Media Control AG)                             | 57             |
| Australia (ARIA)                                        | 45             |
| Austria (Ö3 Austria Top 40)                             | 54             |
| Bélgica (Flandes) (Ultratip Bubbling Under)             | 3              |
| Bélgica (Valonia) (Ultratip Bubbling Under)             | 18             |
| Canadá (Canadian Hot 100)                               | 33             |
| España (PROMUSICAE)                                     | 50             |
| Estados Unidos (Billboard Hot 100)                      | 47             |
| Estados Unidos (Billboard Adult Top 40)                 | 39             |
| Estados Unidos (Billboard Mainstream Top 40)            | 19             |
| Francia (Syndicat National de l'Édition Phonographique) | 49             |
| Irlanda (Irish Recorded Music Association)              | 18             |
| Italia (Federazione Industria Musicale Italiana)        | 74             |
| Líbano (The Official Lebanese Top 20)                   | 10             |
| Nueva Zelanda (NZ Top 10 Heatseekers Singles)           | 2              |
| Países Bajos (Mega Single Top 100)                      | 61             |
| Suecia (Sverigetopplistan)                              | 58             |
| Suiza (Schweizer Hitparade)                             | 55             |
| Reino Unido (UK Singles Chart)                          | 12             |
| República Checa (Singles Digitál Top 100)               | 31             |

## Certificaciones
| País (organismo certificador) | Ventas  | Certificación |
| ----------------------------- | ------- | ------------- |
| Alemania (BVMI)               | Oro     | 200 000       |
| Australia (ARIA)              | Platino | 70 000        |
| Brasil (ABPD)                 | Platino | 40 000        |
| Canadá (Music Canada)         | Platino | 80 000        |
| Estados Unidos (RIAA)         | Platino | 1 000         |
| Italia (FIMI)                 | Oro     | 25 000        |
| México (AMPROFON)             | Oro     | 30,000        |
| Polonia (ZPAV)                | Oro     | 10 000        |
| Reino Unido (BPI)             | Platino | 600 000       |

## Historial de lanzamientos
| País | Fecha              | Formato          | Discográfica |
| ---- | ------------------ | ---------------- | ------------ |
|      | 19 de mayo de 2017 | Descarga digital | Sony Epic    |